# Brzozowate
Brzozowate (Betulaceae A. Gray) – rodzina zaliczana w zależności od ujęcia systematycznego do rzędu bukowców lub leszczynowców. W wąskim ujęciu (np. system Reveala) obejmuje dwa rodzaje (olsza i brzoza), w ujęciu szerszym (np według systemów APG i Angiosperm Phylogeny Website) zalicza się tu 6 rodzajów ze 145–167 gatunkami, które w innym wypadku wyodrębniane są w rodziny leszczynowatych Corylaceae i grabowatych Carpinaceae. W szerszym ujęciu należą tu drzewa i krzewy strefy umiarkowanej i borealnej półkuli północnej, z przedstawicielami sięgającymi także tropików w południowo-wschodniej Azji i Ameryce Środkowej oraz docierających wzdłuż Andów na półkulę południową. Owoce z rodzaju leszczyna (orzechy laskowe) są spożywane, podobnie jak sok brzozowy. Drewno jest ważnym surowcem o zróżnicowanym zastosowaniu w zależności od rodzaju i gatunku. Liczne gatunki odgrywają istotną rolę jako dominanci w różnych formacjach leśnych.

## Morfologia

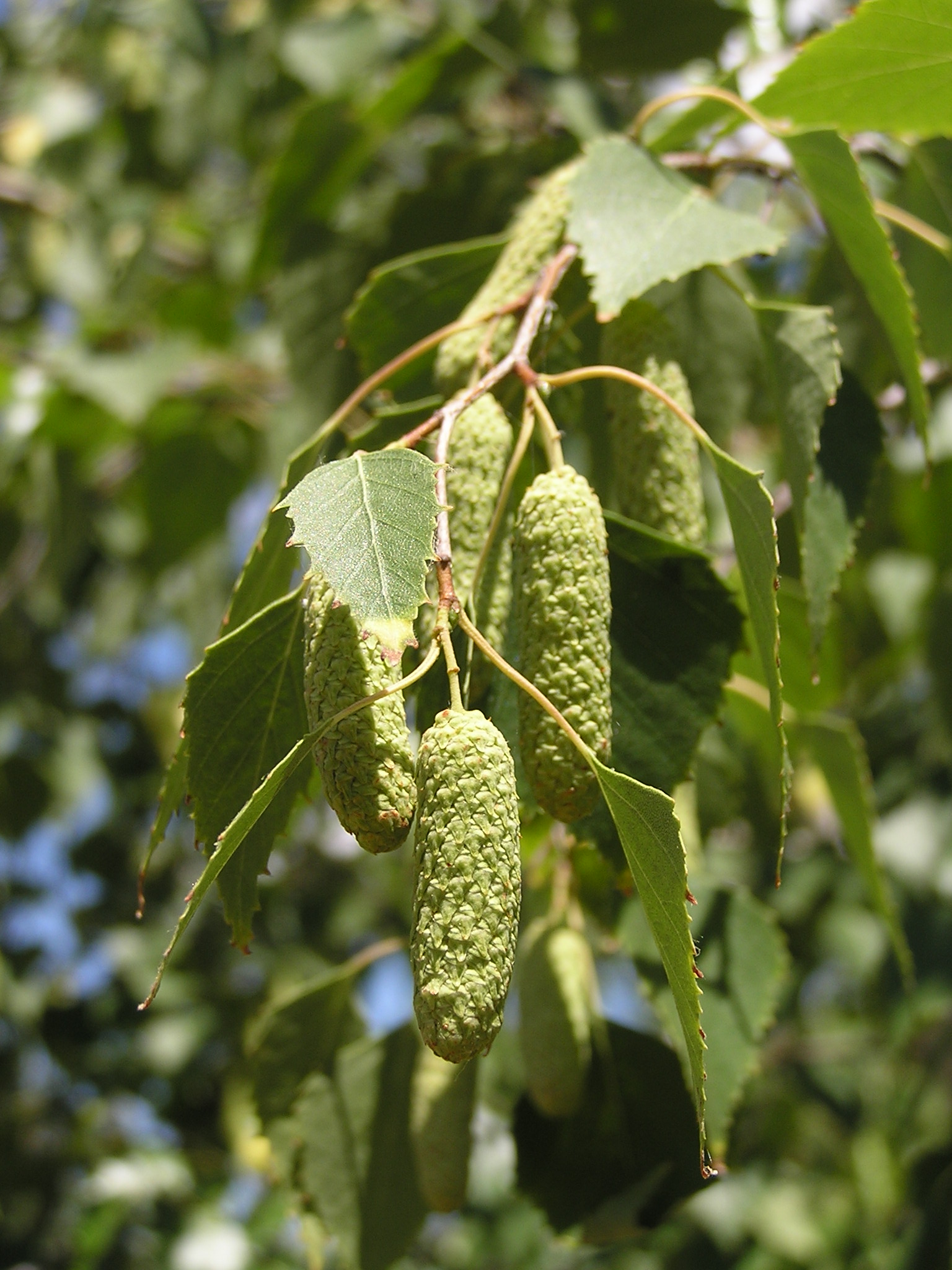
Brzoza brodawkowata

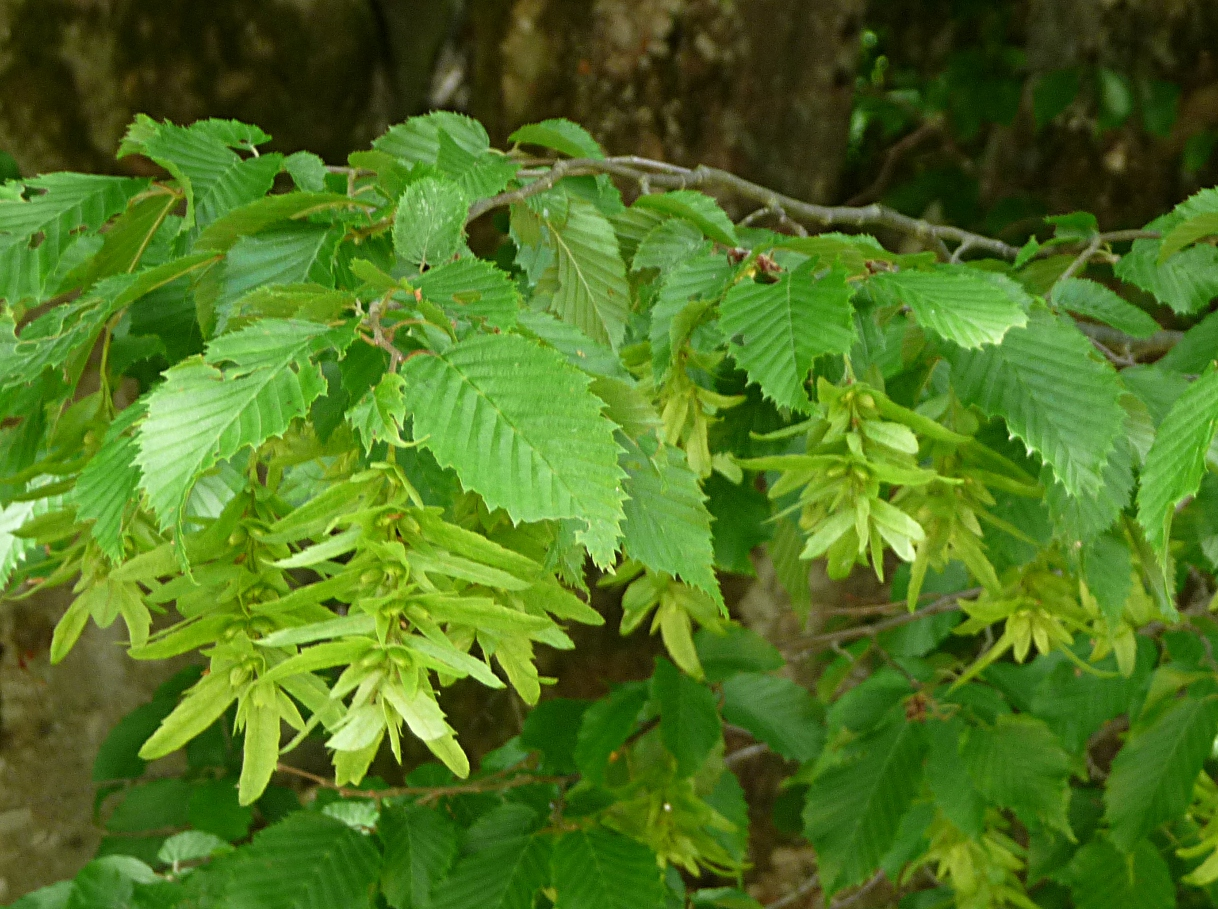
Grab pospolity

PokrójZrzucające liście na zimę drzewa i krzewy.
LiścieSkrętoległe, pojedyncze, niepodzielone, ogonkowe, z pierzastym użyłkowaniem, ząbkowane lub piłkowane, z szybko odpadającymi przylistkami.
KwiatyRozdzielnopłciowe. Kwiaty męskie zebrane są w zwisające kotki. Kwiaty żeńskie skupione są w kotki lub główki, zwisające lub wzniesione. W obrębie kwiatostanów z kątów łuskowatych podsadek wyrastają trójkwiatowe wierzchotki (często ze zredukowanym kwiatem szczytowym). U niektórych przedstawicieli kwiaty wsparte są dwoma podkwiatkami. Okwiat zredukowany, u olchy i brzozy wykształcony w postaci czterech drobnych listków w kwiatach męskich, podczas gdy w kwiatach żeńskich brak ich zupełnie. W innych rodzajach kilkulistkowy okwiat obecny jest także w kwiatach żeńskich. Kwiaty męskie zawierają od jednego do 6 (rzadko do 12) pręcików, zwykle z rozstawionymi woreczkami pyłkowymi. Kwiaty żeńskie mają pojedynczą zalążnię powstającą z dwóch lub rzadziej trzech owocolistków. Zalążnia jest podzielona na komory zawierające pojedyncze zalążki.
OwoceOrzechy, czasem drobne i oskrzydlone (skrzydlaki) siedzące w kącie zdrewniałych łusek. U brzozy łuski opadają po dojrzeniu, u olszy pozostają na szyszkowatym, drewniejącym kwiatostanie (tzw. szyszeczce).

## Biologia
Kwiaty brzozowatych są wiatropylne. Także owoce są najczęściej rozprzestrzeniane przez wiatr (anemochoria). 

## Systematyka
Pozycja systematyczna według APweb (aktualizowany system APG IV z 2016)
Jedna z rodzin rzędu bukowców należącego do kladu różowych w obrębie okrytonasiennych:
|  | woskownicowate Myricaceae |
|  |                           |
|  | orzechowate Juglandaceae  |
|  |                           |

|  | rzewniowate Casuarinaceae                                                |
|  |                                                                          |
|  | \| \| brzozowate Betulaceae \| \| \| \| \| \| Ticodendraceae \| \| \| \| |
|  |                                                                          |
|  | brzozowate Betulaceae                                                    |
|  |                                                                          |
|  | Ticodendraceae                                                           |
|  |                                                                          |

|  | brzozowate Betulaceae |
|  |                       |
|  | Ticodendraceae        |
|  |                       |

|  | woskownicowate Myricaceae |
|  |                           |
|  | orzechowate Juglandaceae  |
|  |                           |

|  | rzewniowate Casuarinaceae                                                |
|  |                                                                          |
|  | \| \| brzozowate Betulaceae \| \| \| \| \| \| Ticodendraceae \| \| \| \| |
|  |                                                                          |
|  | brzozowate Betulaceae                                                    |
|  |                                                                          |
|  | Ticodendraceae                                                           |
|  |                                                                          |

|  | brzozowate Betulaceae |
|  |                       |
|  | Ticodendraceae        |
|  |                       |

|  | woskownicowate Myricaceae |
|  |                           |
|  | orzechowate Juglandaceae  |
|  |                           |

|  | rzewniowate Casuarinaceae                                                |
|  |                                                                          |
|  | \| \| brzozowate Betulaceae \| \| \| \| \| \| Ticodendraceae \| \| \| \| |
|  |                                                                          |
|  | brzozowate Betulaceae                                                    |
|  |                                                                          |
|  | Ticodendraceae                                                           |
|  |                                                                          |

|  | brzozowate Betulaceae |
|  |                       |
|  | Ticodendraceae        |
|  |                       |

|  | woskownicowate Myricaceae |
|  |                           |
|  | orzechowate Juglandaceae  |
|  |                           |

|  | rzewniowate Casuarinaceae                                                |
|  |                                                                          |
|  | \| \| brzozowate Betulaceae \| \| \| \| \| \| Ticodendraceae \| \| \| \| |
|  |                                                                          |
|  | brzozowate Betulaceae                                                    |
|  |                                                                          |
|  | Ticodendraceae                                                           |
|  |                                                                          |

|  | brzozowate Betulaceae |
|  |                       |
|  | Ticodendraceae        |
|  |                       |

|  | woskownicowate Myricaceae |
|  |                           |
|  | orzechowate Juglandaceae  |
|  |                           |

|  | rzewniowate Casuarinaceae                                                |
|  |                                                                          |
|  | \| \| brzozowate Betulaceae \| \| \| \| \| \| Ticodendraceae \| \| \| \| |
|  |                                                                          |
|  | brzozowate Betulaceae                                                    |
|  |                                                                          |
|  | Ticodendraceae                                                           |
|  |                                                                          |

|  | brzozowate Betulaceae |
|  |                       |
|  | Ticodendraceae        |
|  |                       |

|  | woskownicowate Myricaceae |
|  |                           |
|  | orzechowate Juglandaceae  |
|  |                           |

|  | rzewniowate Casuarinaceae                                                |
|  |                                                                          |
|  | \| \| brzozowate Betulaceae \| \| \| \| \| \| Ticodendraceae \| \| \| \| |
|  |                                                                          |
|  | brzozowate Betulaceae                                                    |
|  |                                                                          |
|  | Ticodendraceae                                                           |
|  |                                                                          |

|  | brzozowate Betulaceae |
|  |                       |
|  | Ticodendraceae        |
|  |                       |

|  | woskownicowate Myricaceae |
|  |                           |
|  | orzechowate Juglandaceae  |
|  |                           |

|  | rzewniowate Casuarinaceae                                                |
|  |                                                                          |
|  | \| \| brzozowate Betulaceae \| \| \| \| \| \| Ticodendraceae \| \| \| \| |
|  |                                                                          |
|  | brzozowate Betulaceae                                                    |
|  |                                                                          |
|  | Ticodendraceae                                                           |
|  |                                                                          |

|  | brzozowate Betulaceae |
|  |                       |
|  | Ticodendraceae        |
|  |                       |

|  | woskownicowate Myricaceae |
|  |                           |
|  | orzechowate Juglandaceae  |
|  |                           |

|  | rzewniowate Casuarinaceae                                                |
|  |                                                                          |
|  | \| \| brzozowate Betulaceae \| \| \| \| \| \| Ticodendraceae \| \| \| \| |
|  |                                                                          |
|  | brzozowate Betulaceae                                                    |
|  |                                                                          |
|  | Ticodendraceae                                                           |
|  |                                                                          |

|  | brzozowate Betulaceae |
|  |                       |
|  | Ticodendraceae        |
|  |                       |

Podział rodziny na podrodziny i rodzaje
- podrodzina: Betuloideae Arnott
  - Alnus Mill. – olsza
  - Betula L. – brzoza
- podrodzina: Coryloideae J. D. Hooker
  - Carpinus L. – grab
  - Corylus L. – leszczyna
  - Ostrya Scopoli – chmielograb
  - Ostryopsis Decaisne

Pozycja w systemie Reveala (1993–1999)
Gromada okrytonasienne (Magnoliophyta Cronquist), podgromada Magnoliophytina Frohne & U. Jensen ex Reveal, klasa Rosopsida Batsch, podklasa oczarowe (Hamamelididae Takht.), nadrząd Juglandanae Takht. ex Reveal, rząd leszczynowce (Corylales Dumort.), rodzina brzozowate (Betulaceae Gray).
- plemię: Alneae (Spach) Ledeb.
  - rodzaj: olsza (Alnus Mill.)
- plemię: Betuleae Dumort.
  - rodzaj: brzoza (Betula L.)

Zaliczane tu w innych systemach rodzaje: leszczyna, chmielograb i Ostryopsis, zostały przez Reveala zgrupowane w rodzinie leszczynowatych, a grab zaliczony został do rodziny Stylocerataceae.